# Неудобната истина 2
„Неудобната истина 2“ (на английски: An Inconvenient Sequel: Truth to Power) е американски документален филм от 2017 г. на режисьорите Бони Коен и Джон Шенк, за продължаващата мисия на бившия вицепрезидент на Съединените щати Албърт А. Гор младши да се бори с изменението на климата. Като продължение на „Неудобната истина“ (2006), филмът разглежда напредъка, постигнат за справяне с проблема, и глобалните усилия на Гор да убеди правителствените лидери да инвестират във възобновяема енергия, като кулминацията завършва със знаковото подписване на Парижкото споразумение от 2016 г. Филмът е пуснат на 28 март 2017 г. от „Парамаунт Пикчърс“, и печели повече 5 млн. щ.д. в световен мащаб. Получава номинация за най-добър документален филм в 71-вата церемония на Британските филмови награди.